# Trolsk Sortmetall 1993–1997
Trolsk Sortmetall 1993–1997 ist eine Kompilation der norwegischen Band Ulver. Sie enthält ihr Demo und ihre ersten drei Studioalben und erschien im November 2014 bei Century Media.

## Entstehung und Veröffentlichung
Philipp Schulte von Century Media verfolgte diese Veröffentlichung und konnte Ulver, die zunächst zögerlich reagierten, schließlich davon überzeugen. In einem Interview mit Rock Hard sagte Kristoffer Rygg jedoch, dass er schon seit längerer Zeit die ersten drei Alben der Band neu auflegen wollte und sich nun mit Century Media auf eine aufwändigere Gestaltung einigen konnte. Zudem seien rechtliche Fragen zu klären gewesen, da die ersten beiden Alben bei der VME-Tochter Head Not Found erschienen waren.
Das Boxset Trolsk Sortmetall 1993–1997 versammelt Ulvers 1993er Demo Vargnatt, eine bislang unveröffentlichte Proberaumaufnahme von 1995, den 1996 aufgenommenen Samplerbeitrag Synen und die zwischen 1994 und 1996 entstandene Alben-Trilogie über die „finsteren Aspekte der norwegischen Folklore“, die stilistisch von Neofolk (Kveldssanger) über folk-beeinflussten und melodischen Black Metal (Bergtatt) bis zu rohem und ursprünglichen Black Metal (Nattens Madrigal) reicht. Century Media, das 1997 bereits Nattens Madrigal und das Boxset The Trilogie – Three Journeyes Through the Norwegian Netherworlde veröffentlicht hatte, brachte Trolsk Sortmetall auf fünf CDs im Schuber mit Beiheft und auf 4 LPs (schwarz, silber oder durchsichtig) mit MC, Beiheft und Poster auf den Markt. Die CD-Box ist auf 3000 Stück limitiert, die LP-Box mit schwarzem Vinyl auf 1500, mit silbernem Vinyl auf 400 und mit klarem Vinyl auf 100 Stück limitiert. Nattens Madrigal wurde von Tom Kvålsvoll remastert, die anderen Aufnahmen von Jaime Gomez Arellano. Das umfangreiche Beiheft enthält unveröffentlichte Fotos, die norwegischen Liedtexte mit englischen Übersetzungen sowie Liner Notes von Metalion, Chris Bruni, Michael Moynihan und Mark Pilkington.
Die Kompilation erschien im Februar 2023 bei Darkness Shall Rise Productions in einer weiteren Ausgabe, diesmal als Tape-Box mit 5 MCs, einem Begleitbuch und diversen Beilagen. Diese Ausgabe war auf 1000 nummerierte Exemplare limitiert.

## Titelliste

### Vargnatt
1. Her Begynner Mine Arr… – 3:12
2. Tragediens Trone – 4:01
3. Trollskogen – 4:31
4. Ulverytternes Kamp – 5:40
5. Nattens Madrigal – 6:28
6. Vargnatt – 4:15

### Bergtatt
1. I Troldskog faren vild – 7:51
2. Soelen gaaer bag Aase need – 6:34
3. Graablick blev hun vaer – 7:45
4. Een Stemme locker – 4:01
5. Bergtatt – ind i Fjeldkamrene – 8:06

### Kveldssanger
1. Østenfor Sol og vestenfor Maane – 3:26
2. Ord – 0:17
3. Høyfjeldsbilde – 2:15
4. Nattleite – 2:12
5. Kveldssang – 1:32
6. Naturmystikk – 2:56
7. A cappella (Sielens Sang) – 1:26
8. Hiertets Vee – 3:55
9. Kledt i Nattens Farger – 2:51
10. Halling – 2:08
11. Utreise – 2:57
12. Søfn-ør paa Alfers Lund – 2:38
13. Ulvsblakk – 6:56
14. Synen – 5:08 (Bonus-Titel)

### Nattens Madrigal
1. I – 6:16
2. II – 6:21
3. III – 4:48
4. IV – 5:21
5. V – 5:14
6. VI – 5:48
7. VII – 5:32
8. VIII – 4:38

### 4 Track Rehearsal, Summer 1995
1. I – 5:59
2. III – 4:53
3. V – 4:57
4. VI – 6:14

## Rezeption
Die Reaktionen der Presse auf die aufwändige Box mit z. T. gesuchten Raritäten waren positiv. Vassilis Savvakis von metalinvader.net betont die wichtige Rolle der Trilogie für den Black Metal und den Dark Folk. Er bezeichnet Trolsk Sortmetall folglich als Muss für Fans. Dayal Patterson vom Record Collector bezeichnete die Kompilation ebenfalls als essenziell für langjährige Fans. Trolsk Sortmetall konnte sich eine Woche in den deutschen Charts platzieren.